# Азартні ігри в Чехії
Азартні ігри в Чехії — є легальними, але малорегульованими. 2012 року Чехія нараховувала найбільше ігрових автоматів на душу населення, ніж будь-яка інша країна Євросоюзу, але поступово, через регулювання, їхня кількість зменшувалась.

## Регулювання
Чеське законодавство щодо азартних ігор є регульованим лише частково, закон має різні підходи до регулювання ставок на спорт, казино та інтернет-казино.
Чеські закони визначають 8 видів азартної діяльності: лотереї з грошовими призами, ставки на спортивні чи громадські заходи, бінго, ігрові автомати, настільні ігри, розіграші та турніри з картярськими іграми.
В законах є певна неоднозначність щодо діяльності, яку треба кваліфікувати як азартні ігри. Так, фентезі-спорт не підпадає під це визначення.

## Історія
2017 року було введено Закон про азартні ігри, що запровадив регулювання цих заходів, створивши також схему ліцензування операторів, як наземних, так і онлайн-казино. Казино зобов'язані записувати паспортні дані всіх гравців на вході.
Це допомогло частково позбутися чорного ринку азартних ігор та отримати додаткові податкові надходження до бюджету, а також захистити права гравців. Уряд регіонів Чехії має повноваження щодо обмежень чи заборони на певні види ігор. Наприклад, деякі міста заборонили роботу бінго-залів або картярських турнірів. Онлайн-казино можуть працювати в Чехії за умови отримання урядової ліцензії. Сайти, що порушують це правило, блокуються для доступу з країни, було заблоковано кілька сотень таких сайтів.
2010 року Чехія мала найбільше ігрових автоматів на душу населення, ніж будь-яка інша країна Євросоюзу, але поступово, через регулювання, їхня кількість зменшувалась, на липень 2019 року в Чехії нараховувалось 39 тис. слот-машин, а кількість ігрових закладів зменшилась з 7600 (січень 2012) до 1800 (липень 2019).
2019 року податок на азартні ігри було зменшено до 21%. З серпня 2020-го мерія Праги розглядала можливість повністю заборонити гральні автомати в місті. Перед цим було запропоновано заборонити ігри лише в деяких районах столиці, але Антимонопольний комітет країни відкинув цю пропозицію. Врешті, у вересні, уряд Чехії прийняв указ про повну заборону всіх відеолотерей, відеослотів та гральних автоматів у Празі З січня 2021 року. Втрачені прибутки уряд планує компенсувати коштом фінансування з бюджетів інших областей, втрати оцінюються у 17,7 млн. $.
2020 року оператор Casino Kartáč Group подав позов на уряд Чехії, вимагаючи компенсацію у розмірі 1,41 млрд крон (53,8 млн євро) за ймовірну втрачену вигоду, спричинену порушенням процедури видачі Міністерством фінансів дозволів на роботу терміналів інтерактивних відеолотерей. В січні 2021 року цей позов було відхилено Окружним судом Праги та згодом також відхилив оскарження вироку.